# Gynoplistia pedestris
Gynoplistia pedestris là một loài ruồi trong họ Limoniidae. Chúng phân bố ở miền Australasia.